# Limestone Creek (dopływ Chittenango Creek)
Limestone Creek – 40 kilometrowa rzeka w Stanach Zjednoczonych, w stanie Nowy Jork, w hrabstwie Onondaga. Rzeka jest jednym z dopływów Chittenango Creek.
Rzeka zaczyna swój bieg w DeRuyter Reservoir, niedaleko Pompey, po czym płynąc na północ wpada do rzeki Chittenango Creek.
Na rzece istnieje, ukończony w 1856 r., kamienny akwedukt. Ma on 24 m długości, obecnie służy jako szlak wodny Erie Canalway.